# Prix Gaiman
Le Prix Gaiman (ガイマン賞, Gaiman-shō) est une récompense culturelle japonaise décernée depuis 2011 à des bandes dessinées créées à l'étranger et traduites en japonais. Le terme « gaiman » est l'abréviation de gaikoku no manga (« manga étranger »), qui englobe aussi bien la bande dessinée américaine que la bande dessinée franco-belge et le manhwa coréen. Ce prix est financé par le musée international du manga de Kyoto, le musée du Manga de Kitakyushu et le Yonezawa Memorial Library of Manga and Subculture de l'Université Meiji ; le prix vise à faire mieux connaître les bandes dessinées non japonaises au Japon.

## Lauréats
| Liste des Prix | | | |                                                      |
| Année          | Premier prix | Deuxième prix | Troisième prix | Prix spécial Kōsei Ono (en)                          |
| 2011           | Arrugas de Paco Roca (Espagne) | Civil War de Mark Millar et Steve McNiven (États-Unis)                                                                         | Le Bibendum céleste de Nicolas de Crécy (France) | (non décerné)                                        |
| 2012           | Les Cités obscures de François Schuiten et Benoît Peeters (Belgique) | Superman: Red Son de Mark Millar, Dave Johnson and Killian Plunkett (États-Unis)                                               | Muchacho d'Emmanuel Lepage (France) | (non décerné)                                        |
| 2013           | Le Goût du chlore de Bastien Vivès (France) | I Kill Giants de Joe Kelly et Ken Niimura (États-Unis)                                                                         | Neet Metal de Daniel Ahlgren (Suède), Black Hole de Charles Burns (États-Unis) et Superman for All Seasons (en) de Jeph Loeb and Tim Sale (États-Unis)                                                                     | (non décerné)                                        |
| 2014           | Hawkeye:My Life as a Weapon, de Matt Fraction (États-Unis) | The Kampung Boy (en), de Lat (Malaisie)                                                                                        | Jolies Ténèbres, de Kerascoët (nom de plume de Marie Pommepuy et Sébastien Cosset) et Fabien Vehlmann (France/Belgique) | Little Nemo 1905-1914, de Winsor McCay (États-Unis). |
| 2015           | Sayonara September, de Åsa Ekström (en) (Suède) | The New 52: Shazam, de Geoff Johns et Gary Frank (États-Unis)                                                                  | Transformers: All Hail Megatron, de Shane McCarthy (en) et Guido Guidi (États-Unis) | Town Boy (en), de Lat (Malaisie)                     |
| 2016           | Grayson, de Tim Seeley & Tom King (scénario), Mikel Janin et Stephen Mooney (dessin) (États-Unis) | Lastman #1, de Bastien Vivès, Balak et Michaël Sanlaville (France)                                                             | Gotham Academy, de Becky Cloonan, Brenden Fletcher et Karl Kerschl (États-Unis) | (non décerné)                                        |
| 2017           | Finnish Nightmares, de Karoliina Korhonen (Finlande) ; Cable & Deadpool (en):The Burnt Offering, de Fabian Nicieza et Patrick Zircher (prix du public)                                                     | Ici, de Richard McGuire (États-Unis) ; Get Jiro, d'Anthony Bourdain, Langdon Fosse et Ale Garza (États-Unis - prix du public)  | DC Universe: Rebirth, de Geoff Johns,Gary Frank, Ivan Reis, Ethan van Sciver (en) et Phil Jimenez (États-Unis) ; Son of Superman (en), de Peter J. Tomasi, Patrick Gleason, Doug Mahnke et Jorge Jimenez (prix du public). | Le Piano Oriental, de Zeina Abirached (France)       |
| 2018           | Spider-Man/Deadpool:Bromance;Spider-Man/Deadpool:Sidepiece, and Spider-Man/Deadpool:Itsy-Bitsy, de Joe Kelly, Ed McGuiness (en), Scott Aukerman (en), Reilly Brown (en) et Scott Koblish (en) (États-Unis) | Unbelievable Gwenpool (en), de Christopher Hastings (en), Gurihiru (en), Danilo Beyruth (en) et Irene Strychalski (États-Unis) | Madgermanes, de Birgit Wehye (Allemagne) | Fun Home, d'Alison Bechdel (États-Unis)              |